# Bondigui
Bondigui ist sowohl eine Gemeinde (französisch commune rurale) als auch ein dasselbe Gebiet umfassendes Departement im westafrikanischen Staat Burkina Faso in der Region Sud-Ouest und der Provinz Bougouriba. Die Gemeinde hat 17.374 Einwohner.